# Рютін Мартем'ян Микитович
Мартем'ян Микитович Рютін (рос. Мартемьян Никитич Рютин; 1 (13) лютого 1890, село Верхнє Рютіно, Балаганский повіт, Іркутська губернія — розстріляний 10 січня 1937, Москва) — політичний і партійний діяч, один з тих, хто намагався організувати опір Сталіну. Кандидат у члени ЦК ВКП(б) (1927—1930). 

## Ранні роки і революція
Народився 13 лютого 1890 року в сім'ї селянина Микити Павловича Рютіна, сільського теслі. Потрапивши в 13-річному віці в Іркутськ, працював на кондитерській фабриці Карматських, потім «хлопчиком» у дріб'язковій лавці.
У 1908 році закінчив Іркутську учительську семінарію. У 1912 році, ще не маючи формального зв'язку з партією, створив марксистський гурток.
Член РСДРП з жовтня 1914 року. У роки Першої світової війни закінчив Іркутську школу прапорщиків, служив в Харбіні.
У 1917 році — голова Ради робітничих і солдатських депутатів Харбіна, голова Харбінського комітету РСДРП(б). Редактор журналу «Боротьба». Зробив невдалу спробу встановити в місті радянську владу. У грудні 1917 року через переслідування китайської влади втік в Іркутськ.
У 1918 році — командувач військами Іркутського військового округу. Заступник голови Іркутського губвиконкому.
У 1919 році — член Новомиколаївського ревкому.
З лютого по квітень 1920 року — товариш (заступник) голови Іркутського губернського організаційного бюро РКП(б).
З квітня по 20 вересня 1920 року — голова Іркутського губернського комітету РКП(б). У вересні — листопаді 1920 року — відповідальний секретар Іркутського губернського комітету РКП(б). Учасник придушення Кронштадтського повстання.
З грудня 1923 по лютий 1924 року — був призначеним відповідальним секретарем Дагестанського обласного комітету РКП(б).

## Боротьба з опозицією
У березні 1924 року був переведений до Москви на посаду завідувача агітаційно-пропагандистським відділом Московського губернського комітету РКП(б).
З 1925 по 28 жовтня 1928 року — відповідальний секретар Краснопресненського районного комітету ВКП(б) міста Москви.
У 1924-1927 роках Рютін активно підтримував Сталіна у боротьбі з Троцьким і його прихильниками, очолював бригади бойовиків, які розганяли опозиційні зібрання і демонстрації.
На XV з'їзді ВКП (б) у грудні 1927 року більшу частину свого виступу Рютін присвятив опозиції, де охарактеризував її як «соціально-демократичний ухил».
На тому ж з'їзді Рютіна було обрано кандидатом у члени ЦК ВКП(б).

## Перехід в опозицію
У 1928 році Рютін, як і багато інших партпрацівників, не прийняв сталінську політику в селі і методи індустріалізації країни і підтримав праву опозицію. На відміну від лідерів опозиції, після їх поразки не зрікся своїх поглядів, шукав у партії однодумців.
Восени 1928 року він був призначений заступником редактора газети «Червона зірка», у той же час продовжував залишатися кандидатом у члени ЦК ВКП(б). У 1929 році його направили уповноваженим ЦК ВКП(б) по колективізації в Казахстан і Східну Сибір, де він став свідком насильства, адміністрування, перегинів у колгоспному будівництві.
В березні 1930 року був призначений головою правління Державного всесоюзного кінофотооб'єднання «Союзкіно», членом Президії ВРНГ. На цій посаді він більше не міг впливати на прийняття політичних рішень.
У вересні Сталін запросив цого до себе на дачу в Сочі. З боку картина виглядала ідилічно: вождь і новий начальник «найважливішого з мистецтв» відпочивають на березі Чорного моря. Вони гуляли, спілкувалися та фотографувалися. Проте вже в жовтні Рютіна було виключення з партії «за зрадницьку двурушницьку поведінку й спробу підпільної пропаганди право-опортуністичних поглядів» та звільнено з посади керівника Союзкіно.
13 листопада 1930 року Рютін був заарештований за звинуваченням у контрреволюційній агітації і кілька місяців провів у Бутирській в'язниці. На допитах він заперечував свою провину. Через що В. Р. Менжинський був змушений звернутися до Сталіна з проханням уточнити подальшу долю Рютіна, посилаючись на те, що той «вдає з себе невинно ображеного». «Потрібно, по-моєму, відпустити», — такою була відповідь Сталіна. 17 січня 1931 року Особлива нарада при ОГПУ виправдала Рютіна за недоведеністю пред'явлених йому звинувачень.

## «Союз марксистів-ленінців»
Після звільнення працював економістом на підприємстві «Союзелектро». У 1932 році разом з В. Н. Каюровим, М. С. Івановим, П. А. Галкінмм, Г. Рохкіним та ще кількома більшовиками з дореволюційним стажем організував, точніше, проголосив «Союз марксистів-ленінців».
Проте, через донос одного з членів «Союзу» невелика організація Рютіна була заарештована ОГПУ дуже скоро, вже у вересні 1932 року, що спричинило за собою арешти багатьох опозиціонерів, які мали необережність ознайомитися з рукописом Рютіна, в тому числі Зінов'єва, Каменєва, Петровський.
Дослідник діяльності «Союзу марксистів-ленінців» к.і.н. В. А. Анфертьев зазначає з приводу провалу організації Рютіна: «Очевидно, що в тих умовах спроба об'єднати противників генсека з метою змістити його з посади керівника партії і держави не мала перспектив <...> Учасники групи були заарештовані до їх оформлення в організацію, на стадії підготовки програмних документів. У групи не було ні статуту, ні програми, ні членських квитків. Не входили члени групи і до складу будь-яких антирадянських або антидержавних організацій або тим більше — терористичних центрів. Їх діяльність була припинена на стадії викладу намірів про бажаність зміни партійного та державного керівництва, відповідно і  політичного курсу».

## Арешт і ув'язнення
У вересні 1932 року Рютін був заарештований у справі «Союзу марксистів-ленінців»; на допитах тримався дуже мужньо, брав всю вину на себе: «Ніяких натхненників за мною не стояло і не стоїть. Я сам був натхненником організації, я стояв на чолі її, я один цілком писав платформу і звернення». 11 жовтня 1932 р. колегією ОГПУ СРСР він був засуджений до 10 років тюремного ув'язнення за звинуваченням в участі в контрреволюційній організації правих. Від 5 до 10 років тюрми отримали всі соратники Рютіна. Містився спочатку в Суздальському політізоляторі, потім в Верхнеуральском політізоляторі.

## Загибель
Влітку 1936 року Рютін був повернутий до Москви у зв'язку з Московськими процесами. Утримувався у внутрішній в'язниці НКВС. Однак відмовився відповідати на запитання слідчого та підписувати заздалегідь заготовлені «протоколи допитів» незважаючи на жорстокі тортури і обіцянки дати свободу. Намагався покінчити з собою.
10 січня 1937 року Військова колегія Верховного Суду СРСР засудила Рютіна до смертної кари (процес по винесенню вироку тривав 25 хвилин, Рютін відмовився від дачі свідчень: «на запитання голови суду Ульріха: „чи Визнає підсудний себе винним?“ Рютин відповів, що „відповіді на це питання дати не бажає і взагалі відмовляється від дачі яких-небудь свідчень по суті пред'явлених йому звинувачень“», Рютін М. Н. На коліна не встану. С. 349-350.). Розстріляний в той же день. Похований в Донському монастирі. Разом з Рютіним були розстріляні також і 11 раніше репресованих його прихильників.
Дружина Рютина, Євдокія Михайлівна (донька голови ЦРК ВКП(б) М. Ф. Володимирського) померла в 1947 році в таборі в Казахстані. Син Василь розстріляний в 1938 році в Лефортовської в'язниці, Віссаріон убитий в таборі на Далекому Сході у 1943 (?) (точна дата смерті невідома). В 1956 і 1958 роках залишилася в живих дочка Рютина, Любов Мартемьяновна, що пройшла через катівні НКВС і табори, подавала клопотання про реабілітацію батька. Однак Хрущов і його соратники, хоча і не вважали опозиціонерів контрреволюціонерами, були ще не готові визнати за членами партії права на опозицію.
Рютіна повністю реабілітували і відновили в партії лише в 1988 році.